# Cao Mianying
Cao Mianying (en chino: 曹棉英; Haiyan, 12 de agosto de 1967) es una deportista china que compitió en remo.
Participó en tres Juegos Olímpicos de Verano, obteniendo una medalla de plata en Atlanta 1996, en la prueba de doble scull, el quinto lugar en Seúl 1988 (doble scull) y el cuarto en Barcelona 1992 (cuatro sin timonel).
Ganó cuatro medallas en el Campeonato Mundial de Remo entre los años 1989 y 1994.

## Palmarés internacional
| Juegos Olímpicos   | Juegos Olímpicos              | Juegos Olímpicos  | Juegos Olímpicos   |
| Año                | Lugar                         | Medalla           | Prueba             |
| ------------------ | ----------------------------- | ----------------- | ------------------ |
| 1996               | Atlanta (Estados Unidos)      | Medalla de plata  | Doble scull        |
| Campeonato Mundial |                               |                   |                    |
| Año                | Lugar                         | Medalla           | Prueba             |
| 1989               | Bled (Yugoslavia)             | Medalla de plata  | Cuatro sin timonel |
| 1989               | Bled (Yugoslavia)             | Medalla de bronce | Ocho con timonel   |
| 1993               | Račice (República Checa)      | Medalla de oro    | Cuatro scull       |
| 1994               | Indianápolis (Estados Unidos) | Medalla de plata  | Cuatro scull       |